# Ljuben Karawelow

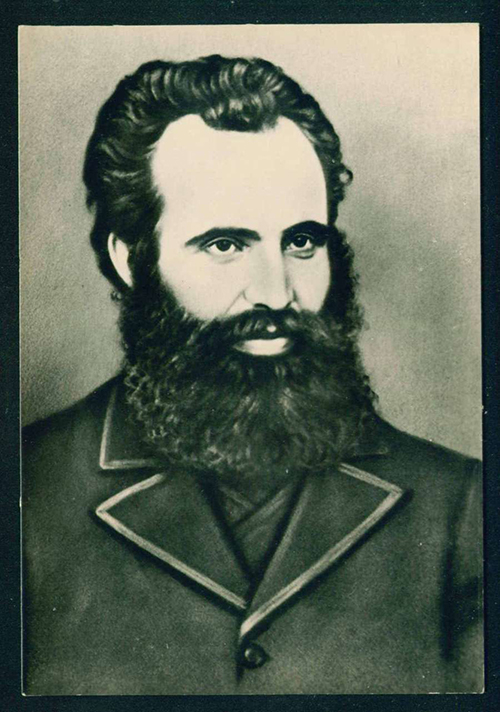
Ljuben Karawelow

Ljuben Stojtschew Karawelow (bulgarisch Любен Стойчев Каравелов; * 7. November 1834 in Kopriwschtiza; † 21. Januar 1879 in Russe) war ein bulgarischer Dichter, Aktivist der Bulgarischen Nationalen Wiedergeburt und Bruder des bulgarischen Politikers Petko Karawelow. Er spielte eine entscheidende Rolle bei der Gründung des Bulgarischen Revolutionären Zentralkomitees (BRZK), einer nach dem Vorbild der Innere Revolutionäre Organisation geschaffenen nationalen revolutionären Bewegung.

## Leben
Er wurde 1834 in einer wohlhabenden Familie in Kopriwschtiza geboren, besuchte zunächst dort die Schule, danach in Plowdiw, und im Anschluss studierte er in Russland. Während seines zehnjährigen Aufenthaltes dort knüpfte er viele nützliche Kontakte. Er wurde von den Ideen der russischen Revolutionäre und Demokraten Tschernyschewski, Dobroljubow und Herzen beeinflusst, und arbeitete für Zeitungen wie Den, Moskwa und Golos.
1867 wurde Karawelow nach Belgrad als Korrespondent von Golos geschickt. In Serbien nahm er Kontakt zu der serbischen liberalen Organisation Omladina auf und organisierte ein bulgarisches Komitee, das revolutionäre Gruppen in die bulgarischen Gebiete schicken sollte. Nach der Ermordung des serbischen Königs Mihailo Obrenović wurde Karawelow 1868 ins Gefängnis in Budapest geworfen, wo er im Laufe der 203 Tage seines Aufenthaltes seine bisherigen Erfahrungen und Ideen neu überdachte. In seiner Anrede an die Bulgaren, die 1869 unter dem Titel Meine Brüder veröffentlicht wurde, entwickelte er den Gedanken, dass die Bulgaren selbst ihre Freiheit erkämpfen sollen, indem sie die griechischen Geistlichen und türkischen Eroberer bekämpfen. In einem weiteren Schritt schlug er eine Zusammenarbeit mit den Serben gegen den gemeinsamen Feind vor.
Im Herbst 1869 kam Karawelow nach Bukarest, wo er seine Zeitung Swoboda (Freiheit) veröffentlichte (bis 1872). Um die Zeitungsredaktion herum sammelten sich revolutionäre Emigranten, Teilnehmer an frühere liberalen und revolutionären Organisationen. Einige von ihnen gründeten 1869 eine neue Bewegung – das Bulgarische Revolutionäre Zentralkomitee. Nach der Auffassung Karawelows sollte dieses das Ziel verfolgen, die türkische Administration in den bulgarischen Gebieten zu entfernen und einen eigenen Staat zu gründen. Dies sollte seiner Meinung nach unter Mithilfe von Großmächten wie Russland geschehen. Gegen die meist wohlhabenden Bulgaren, die mit den Türken sympathisierten, war er kritisch eingestellt.
Zur gleichen Zeit existierte in den bulgarischen Gebieten eine andere revolutionäre Organisation unter der Leitung von Wassil Lewski: die Innere Revolutionäre Organisation. Beide Organisationen hatten dasselbe Ziel – die Befreiung Bulgariens von den Türken –, aber verschiedene Vorstellungen, wie dies erreicht werden sollte. Ihren Mitgliedern wurde allerdings allmählich klar, dass sie auf die gegenseitige Mitarbeit angewiesen sind.
Ljuben Karawelow war insbesondere einer derjenigen, die eine „Balkan-Föderation“ nach US-amerikanischem Vorbild planten.
Die erste gemeinsame Versammlung fand vom 29. April bis 5. Mai 1872 in Bukarest statt. Es wurde vereinbart, die Innere Revolutionäre Organisation in das Bulgarische Revolutionäre Zentralkomitee zu integrieren, wobei diese die Mehrheit der Stimmen erhielt, nämlich 33 zu 17 für die Emigranten. Ein gemeinsames Programm wurde beschlossen.
Nach seiner Rückkehr nach Bulgarien begann Lewski das revolutionäre Netz zu reorganisieren. Einer seiner Helfer war Dimitar Obschti, ein Revolutionär mit großer Erfahrung, aber eigensinnig und undiszipliniert. Ohne das Wissen von Lewski organisierte er einen Angriff auf die türkische Post in dem Gebirgspass Arabakonak am 22. September 1872. Angesichts der Gefahr, dass die revolutionäre Organisation in den darauffolgenden Verhaftungen zerstört und ihre Mitglieder entdeckt und getötet wurden, erhielt Lewski einen Brief von Karawelow, in dem er zum sofortigen Handeln aufgefordert wurde. Er machte sich auf den Weg nach Bukarest, um die ganze Situation zu besprechen. Auf dem Weg wurde er verraten, von den Türken verhaftet und wenig später (6. Februar 1873) erhängt. Nach Uneinigkeiten über das weitere Vorgehen innerhalb des Revolutionären Komitees zog sich Karawelow 1874 aus dem Komitee zurück. Von 1875 bis 1876 gab er die Zweiwochenzeitschrift für Wissenschaft und Literatur Wissen heraus und widmete sich ganz der redaktionellen Arbeit für seine Zeitschrift Znanie. Obwohl er die von ihm gegründete Organisation in einem kritischen Moment verlässt, bleibt Karawelow ein wichtiger Ideologe und Organisator der Bulgarischen Befreiungsbewegung.